# Liste du patrimoine culturel immatériel de l'humanité en Colombie
Cet article recense les pratiques inscrites au patrimoine culturel immatériel en Colombie.

## Statistiques
La Colombie ratifie la convention pour la sauvegarde du patrimoine culturel immatériel le 19 mars 2008. La première pratique protégée est inscrite en 2008.
En 2024, la Colombie compte 16 éléments inscrits au patrimoine culturel immatériel, 11 sur la liste représentative, 3 sur la liste nécessitant une sauvegarde urgente et 1 au registre des meilleures pratiques de sauvegarde.

## Listes

### Liste représentative
Les éléments suivants sont inscrits sur la liste représentative du patrimoine culturel immatériel de l'humanité.
| Élément | Type | Subdivision                  | Année | Lien  | Notes                                                                                                | Illus. |
| --- | --- | ---------------------------- | ----- | ----- | --- | ------ |
| L'espace culturel de Palenque de San Basilio | traditions et expressions orales, y compris la langue comme vecteur du patrimoine culturel immatériel pratiques sociales, rituels et événements festifs connaissances et pratiques concernant la nature et l’univers savoir-faire liés à l’artisanat traditionnel | Palenque de San Basilio      | 2008  | 00102 | |        |
| Le carnaval de Barranquilla | pratiques sociales, rituels et événements festifs | Barranquilla                 | 2008  | 00051 | |        |
| Les processions de la Semaine sainte à Popayán | pratiques sociales, rituels et événements festifs | Popayán                      | 2009  | 00259 | |        |
| Le carnaval de Negros y Blancos | pratiques sociales, rituels et événements festifs | San Juan de Pasto            | 2009  | 00287 | |        |
| Le système normatif Wayuu, appliqué par le Pütchipü’üi (palabrero)                                                                                | traditions et expressions orales pratiques sociales, rituels et événements festifs | La Guajira                   | 2010  | 00435 | |        |
| Le savoir traditionnel des chamanes jaguars de Yuruparí                                                                                           | traditions et expressions orales pratiques sociales, rituels et événements festifs | La Guajira                   | 2011  | 00574 | |        |
| Le festival de Saint François d’Assise (es), Quibdó                                                                                               | pratiques sociales, rituels et événements festifs | Quibdó                       | 2012  | 00640 | |        |
| Les musiques de marimba, les chants et les danses traditionnels de la région du Pacifique Sud colombien et de la province d'Esmeraldas d'Équateur | pratiques sociales, rituels et événements festifs | Nariño                       | 2015  | 01099 | Partagé avec l'Équateur                                                                              |        |
| Le système ancestral de connaissances des quatre peuples autochtones arhuaco, kankuamo, kogi et wiwa de la Sierra Nevada de Santa Marta           | pratiques sociales, rituels et événements festifs les connaissances et pratiques concernant la nature et l’univers | Cesar, La Guajira, Magdalena | 2022  | 01886 | |        |
| La maïeutique : connaissances, savoir-faire et pratiques                                                                                          | connaissances et pratiques concernant la nature et l'univers |                              | 2023  | 01968 | Partagé avec l'Allemagne, Chypre, le Kirghizistan, le Luxembourg, le Nigeria, la Slovénie et le Togo |        |
| Les tableaux vivants de Galeras, Sucre | arts du spectacle pratiques sociales, rituels et événements festifs savoir-faire liés à l'artisanat traditionnel | Galeras                      | 2024  | 01887 | |        |

### Patrimoine immatériel nécessitant une sauvegarde urgente
La Colombie compte 2 éléments listés sur la liste du patrimoine immatériel nécessitant une sauvegarde urgente :
| Élément | Type                                         | Subdivision      | Année | Lien  | Notes                     | Illus. |
| --- | -------------------------------------------- | ---------------- | ----- | ----- | ------------------------- | ------ |
| La musique traditionnelle vallenato de la région du Magdalena Grande                                              | arts du spectacle                            | Magdalena        | 2015  | 01095 |                           |        |
| Les chants de travail de llano colombo-vénézuéliens                                                               | arts du spectacle                            | Llanos           | 2017  | 01285 | Partagé avec le Venezuela |        |
| Les connaissances et techniques traditionnelles associées au vernis de Pasto mopa-mopa (es) de Putumayo et Nariño | savoir-faire liés à l’artisanat traditionnel | Nariño, Putumayo | 2020  | 01599 |                           |        |

### Registre des meilleures pratiques de sauvegarde
La Colombie compte une pratique listée au registre des meilleures pratiques de sauvegarde :
| Élément                                                                              | Type                                         | Subdivision | Année | Lien  | Notes | Illus. |
| ------------------------------------------------------------------------------------ | -------------------------------------------- | ----------- | ----- | ----- | ----- | ------ |
| Stratégie de sauvegarde de l'artisanat traditionnel pour la consolidation de la paix | savoir-faire liés à l'artisanat traditionnel |             | 2019  | 01480 |       |        |